# Alexander Hugo Bakker Korff
Alexander Hugo Bakker Korff (La Haia, 1824 – Leiden, 1882) fou un pintor de gènere neerlandès.

## Biografia
Segons el Rijksbureau voor Kunsthistorische Documentatie (RKD; en català, Institut Neerlandès per a la Història de l'Art), Alexander Hugo Bakker Korff va ser un alumne dels pintors Cornelis Kruseman i Hubertus van Hove conegut pels seus Bakker Korffjes (obres de gènere de dones amb barrets en interiors), que començà a pintar el 1856 quan vivia a Oegstgeest i utilitzava les seves germanes com a models. La dècada del 1840 aprengué a Koninklijke Academie van Beeldende Kunsten de La Haia i a Koninklijke Academie voor Schone Kunsten d'Anvers, on seguí el mestratge de Nicolaes de Keyser, entre d'altres.
El 1870 se li atorgà la condecoració de l'orde de Leopold després que les seves obres es presentessin a una exposició de Brussel·les el 1869. Bakker Korff fou membre del Pulchri Studio i més tard es convertia en membre de junta del col·lectiu d'artistes de Leiden Leids Schilder- en Tekengenootschap Ars Aemula Naturae. Els seus alumnes van ser Dirk Leonardus Kooreman, Jan Hendrik van Rossum du Chattel, Elias Stark, Jan Jacob Zuidema Broos i Mathilde Tonnet.